# Tomasz Hajto
Tomasz Nikodem Hajto (16 de octubre de 1972) es un exfutbolista polaco, se desempeñaba principalmente como defensa central, su último club fue el ŁKS Łódź, entrenador de fútbol de hoy.
En enero de 2008, Hajto fue declarado culpable de homicidio involuntario tras atropellar y matar a una peatón en un cruce en Łódź. Se declaró culpable de los cargos y recibió una sentencia de prisión de dos años que fue suspendida, ordenándole pagar una multa de 7,000 złotys y la anulación de su permiso de conducir en un año. Anteriormente había sido multado en 2004 por traficar cigarrillos de contrabando.

## Clubes
| Club           | País       | Año         |
| -------------- | ---------- | ----------- |
| Hutnik Kraków  | Polonia    | 1991 - 1993 |
| Górnik Zabrze  | Polonia    | 1993 - 1997 |
| MSV Duisburgo  | Alemania   | 1997 - 2000 |
| FC Schalke 04  | Alemania   | 2000 - 2004 |
| 1. FC Nürnberg | Alemania   | 2004 - 2005 |
| Southampton FC | Inglaterra | 2005 - 2006 |
| Derby County   | Inglaterra | 2006        |
| ŁKS Łódź       | Polonia    | 2006 - 2007 |
| Górnik Zabrze  | Polonia    | 2007 - 2008 |
| ŁKS Łódź       | Polonia    | 2009 - 2010 |

## Palmarés

### Campeonatos nacionales
| Título           | Club          | País     | Año  |
| ---------------- | ------------- | -------- | ---- |
| Copa de Alemania | FC Schalke 04 | Alemania | 2001 |
| Copa de Alemania | FC Schalke 04 | Alemania | 2002 |

## Clubes como entrenador
| Club                  | País    | Año       |
| --------------------- | ------- | --------- |
| LUKS Gomunice         | Polonia | 2011      |
| Jagiellonia Białystok | Polonia | 2012-2013 |
| GKS Tychy             | Polonia | 2014-2015 |